# Mallotus distans
Mallotus distans är en törelväxtart som beskrevs av Johannes Müller Argoviensis. Mallotus distans ingår i släktet Mallotus och familjen törelväxter. Inga underarter finns listade i Catalogue of Life.